# Тріада Макдональда
Тріада Макдональда, також відома як тріада соціопата та  тріада вбивці  — набір із трьох поведінкових характеристик — зоосадизм, піроманія та енурез, які пов'язують зі схильністю до здійснення серійних вбивств та рецидивізму.
Тріада вперше сформульована психіатром Дж. М. Макдональдом у статті «Загроза вбивства», опублікованій в журналі «American Journal of Psychiatry» 1963 року. Подальші дослідження, проведені психіатрами Даніелем Хелманом та Натаном Блекманом, а потім агентами ФБР Джоном Е. Дугласом та Робертом К. Ресслером разом з доктором Енн Берджес, доводили зв'язок жорстокості до тварин та схильності до підпалів, проявленої у дитинстві, зі схильністю до здійснення серійних злочинів у дорослому віці. Однак дана теорія залишається концепцією, яка не особливо береться до уваги психіатрією та криміналістикою. Подальші дослідження показали, що ці форми поведінки насправді більше пов'язані з дитячим досвідом зневаги батьків та жорстокістю, яка була проявлена з їхнього боку.